# Lisa Eldridge
Pour les articles homonymes, voir Eldridge.
 (octobre 2024).
La mise en forme du texte ne suit pas les recommandations de Wikipédia : il faut le « wikifier ».
Les points d'amélioration suivants sont les cas les plus fréquents. Le détail des points à revoir est peut-être précisé sur la page de discussion.
- Les titres sont pré-formatés par le logiciel. Ils ne sont ni en capitales, ni en gras.
- Le texte ne doit pas être écrit en capitales (les noms de famille non plus), ni en gras, ni en italique, ni en « petit »…
- Le gras n'est utilisé que pour surligner le titre de l'article dans l'introduction, une seule fois.
- L'italique est rarement utilisé : mots en langue étrangère, titres d'œuvres, noms de bateaux, etc.
- Les citations ne sont pas en italique mais en corps de texte normal. Elles sont entourées par des guillemets français : « et ».
- Les listes à puces sont à éviter, des paragraphes rédigés étant largement préférés. Les tableaux sont à réserver à la présentation de données structurées (résultats, etc.).
- Les appels de note de bas de page (petits chiffres en exposant, introduits par l'outil «  Source ») sont à placer entre la fin de phrase et le point final[comme ça].
- Les liens internes (vers d'autres articles de Wikipédia) sont à choisir avec parcimonie. Créez des liens vers des articles approfondissant le sujet. Les termes génériques sans rapport avec le sujet sont à éviter, ainsi que les répétitions de liens vers un même terme.
- Les liens externes sont à placer uniquement dans une section « Liens externes », à la fin de l'article. Ces liens sont à choisir avec parcimonie suivant les règles définies. Si un lien sert de source à l'article, son insertion dans le texte est à faire par les notes de bas de page.
- La présentation des références doit suivre les conventions bibliographiques. Il est recommandé d'utiliser les modèles {{Ouvrage}}, {{Chapitre}}, {{Article}}, {{Lien web}} et/ou {{Bibliographie}}. Le mode d'édition visuel peut mettre en forme automatiquement les références.
- Insérer une infobox (cadre d'informations à droite) n'est pas obligatoire pour parachever la mise en page.

Pour une aide détaillée, merci de consulter Aide:Wikification.
Si vous pensez que ces points ont été résolus, vous pouvez retirer ce bandeau et améliorer la mise en forme d'un autre article.
 (octobre 2024).
Lisa Eldridge (née le 26 octobre 1974) est une maquilleuse (make-up artist) femme d'affaires, auteure et YouTubeuse. Née en Nouvelle-Zélande, elle habite en Angleterre. Sa carrière professionnelle commence lorsqu'elle est engagée par le magazine Elle pour travailler avec le mannequin Cindy Crawford. De 2003 à 2013, Eldridge est directrice créative pour Boots No7, une entreprise de cosmétiques. Elle est chargée de développer, de redessiner et de relancer la marque. Eldridge est actuellement[Quand ?] la directrice artistique au niveau mondial de Lancôme.

## Jeunesse
Née le 26 octobre 1974 en Nouvelle-Zélande,, Eldridge déménage ensuite au Royaume-Uni et s’installe avec sa famille à Liverpool. Elle commence à s'intéresser aux produits cosmétiques à l'âge de six ans, lorsqu'elle  découvre une boîte de maquillage vintage Mary Quant et Coty dans la maison de sa grand-mère, qui appartient à sa mère et qui date des années 1960. Son intérêt se renforce à l’adolescence, lorsqu'on lui donne un livre sur le maquillage de scène théâtrale. c'est alors qu'elle décide de faire carrière dans le maquillage artistique.

## Carrière
Après avoir déménagé à Londres, Eldridge  suit un cours de maquillage photographique chez Complexions pendant qu’elle continue à  travailler au comptoir Lancôme chez Harrods pour acquérir une première expérience.
Par la suite, elle commence à constituer son portfolio avant de signer avec une agence de maquillage. Au début de sa carrière, le magazine Elle embauche Eldridge pour travailler avec le mannequin Cindy Crawford. Le binôme collabore sur plusieurs autres séances de photos. Eldridge réside à Paris, New York et Los Angeles, et [Quand ?]demeure aujourd’hui à plein temps à Londres. Son travail apparaît en couverture et dans les pages intérieures de magazines comme le Vogue britannique, italien, français, chinois et japonais, ainsi que Love, Allure, Glamour, Elle, Numéro, Harper's Bazaar, Pop, iD et Lula,. Tout au long de sa carrière, Eldridge travaille avec de nombreux photographes connu dans le monde entier, notamment Tim Walker, Mert et Marcus, Regan Cameron, Sølve Sundsbø, Rankin, Paolo Roversi, David Sims, Mario Testino et Patrick Demarchelier,. Elle a également collaboré avec des maisons de mode et des marques de beauté en travaillant sur leurs campagnes publicitaires internationales et leurs défilés. Ces marques comptent par exemple : Lancôme, Chloé, Alberta Ferretti, Prada, Donna Karan, Moschino, Yohji Yamamoto et Pucci.
En 2013, elle est nommée par The Business of Fashion comme l'une des personnes « façonnant l'industrie mondiale de la mode » dans leur liste annuelle des 500 Fashion. Depuis 2015, elle est directrice artistique au niveau mondiale de Lancôme.
En octobre 2015, elle publie le livre Face Paint: The Story of Makeup, se concentrant sur la longue histoire du maquillage.

## Télévision et médias
Eldridge est experte beauté à l'écran pour la série télévisée Ten Years Younger de Channel 4 , et également experte en traitements non invasifs dans Ten Years Younger – The Challenge .
Elle apparaît de nombreuses fois à la télévision britannique sur GMTV et Lorraine (en), et également dans le Today Show aux États-Unis ,,.
En 2021, Eldridge anime Makeup: A Glamorous History, une émission sur l'histoire du maquillage sur BBC Two .

## Réseaux sociaux
En février 2010, Eldridge lance son site internet de tutoriels de maquillage, de conseils de beauté et des astuces de professionnels.

## Collaborations avec des marques
De 2003 à 2013, Eldridge est directrice créative de Boots No7, où elle est chargée de développer, de redessiner et de relancer la marque. Depuis juin 2011, elle travaille avec Chanel pour créer des vidéos pour leur site, Chanel.com. Eldridge est maintenant[Quand ?] Directrice Artistique au niveau mondial de Lancôme.